# Nikolay Mihaylov (football)
Cet article concerne le footballeur. Pour le coureur cycliste, voir Nikolay Mihaylov (cyclisme).
Nikolay Mihaylov (en bulgare, Николай Михайлов) est un joueur de football né le 28 juin 1988 à Sofia, Bulgarie. Il joue pour l'Équipe de Bulgarie de football et le Levski Sofia.

## Biographie
Mihaylov est la troisième génération de gardiens de but internationaux : son père, Borislav, est le deuxième joueur international totalisant le plus d'apparitions pour l'équipe de Bulgarie (102, derrière Stilian Petrov 105). Prénommé Biser (1943-2020), le grand-père de Mihaylov, compte aussi cinq capes en sélection bulgare.
À la suite de mauvaises performances lors de la saison 2006-2007, (surtout lors du match de Ligue des champions contre le Werder Brême), Mihaylov la cible d'attaques de la part des supporters du Levski Sofia qui associent sa place dans l'équipe à l'influence de son père en Bulgarie.
Mihaylov signe à Liverpool FC en juin 2007 pour quatre ans alors qu'il n'a pas de permis de travail en Angleterre. Il est donc prêté avec option d'achat un an au FC Twente (D1 néerlandaise). Cette option est levée en février 2010.

## Statistiques
| Saison    | Club      | Pays       | Championnat | Coupes nationales | Coupes d’Europe |
| --------- | --------- | ---------- | ----------- | ----------------- | --------------- |
| 2007-2008 | FC Twente | Eredivisie | -           | -                 | -               |
| 2008-2009 | FC Twente | Eredivisie | 6 matchs    | -                 | 1 match         |
| 2009-2010 | FC Twente | Eredivisie | -           | 3 matchs          | 2 matchs        |
| 2010-2011 | FC Twente | Eredivisie | 31 matchs   | 1 match           | 10 matchs       |
| 2011-2012 | FC Twente | Eredivisie | 24 matchs   | 2 matchs          | 13 matchs       |
| 2012-2013 | FC Twente | Eredivisie | 26 matchs   | -                 | 9 matchs        |

## Palmarès
Levski Sofia
- Championnat de Bulgarie
  - Champion (2) : 2006, 2007
- Coupe de Bulgarie
  - Vainqueur (1) : 2005
- Supercoupe
  - Vainqueur : 2005

 FC Twente
- Eredivisie
  - Champion (2) : 2010 et 2011
- Coupe des Pays-Bas
  - Vainqueur (1) : 2005
- Trophée Johan Cruyff
  - Vainqueur (1) : 2010

- Footballeur bulgare de l'année : 2011[3]

## Sélection
- 1re sélection le 11 mai 2006 : Écosse - Bulgarie (5-1)